# Odlābāri
Odlābāri är en ort i Indien.   Den ligger i distriktet Jalpāiguri och delstaten Västbengalen, i den nordöstra delen av landet, 1 100 km öster om huvudstaden New Delhi. Odlābāri ligger 147 meter över havet och antalet invånare är 12 311.
Terrängen runt Odlābāri är platt åt sydost, men åt nordväst är den kuperad. Terrängen runt Odlābāri sluttar söderut. Runt Odlābāri är det tätbefolkat, med 570 invånare per kvadratkilometer. Det finns inga andra samhällen i närheten. I omgivningarna runt Odlābāri växer i huvudsak städsegrön lövskog.